# 白山丸 (1923年)
白山丸（はくさんまる）は、日本郵船が保有した貨客船である。欧州航路向けの優秀船として1923年に竣工した。第二次世界大戦期には日本海軍に徴用され、特設艦船として危険な任務に従事。2度の損傷に耐えながら戦争後半まで残存したが、1944年6月にサイパン島から疎開する民間人多数を乗せて航行中、アメリカ海軍潜水艦により撃沈された。船名由来は白山比咩神社。

## 商船時代
「白山丸」は、H型と通称される「箱根丸」級貨客船4隻の最終船として、三菱造船株式会社長崎造船所で起工された。H型は第一次世界大戦で戦没した「平野丸」等の代船として日本郵船の欧州航路用に設計された船であるが、本船は進水時点で日本郵船が船主でなく、長崎造船所のストックボート扱いであった。1923年（大正12年）9月20日に竣工した。
本船を含む日本郵船H型は欧州航路向けの優秀船であり、日本の欧州航路にとって画期的な性能を有した。デザインは大正時代の船らしい古典的な姿で、中央に高い1本煙突、前後の甲板に1本ずつのマストが立っている。ヨーロッパ各国の客船に比べると小型であったが、日本を代表するという立場から内装は豪華な設備が施されていた。
竣工した「白山丸」は、命令航路である横浜＝ロンドン航路（スエズ運河経由）に就航した。途中寄港地は神戸港、上海、香港、シンガポール、コロンボ、ポートサイド、マルセイユなどとなっている。1924年（大正13年）1月には、フランスで死去した北白川宮成久王の遺体を、王妃の房子内親王とともに日本へ運んで話題になった。新型の「照国丸」と「靖国丸」が竣工した後も、ともに同航路での航海を続けた。第二次世界大戦が勃発してもロンドン航路の運航は継続されたが、バトル・オブ・ブリテン開始など情勢悪化のため、1940年（昭和15年）6月には目的地をリバプールに変更して、日本への帰国者を収容している。最終的に「白山丸」は同年9月に日本海軍に徴用され、同年10月をもってロンドン航路も運休となった。

## 特設艦船時代

### 太平洋戦争中期まで
1940年9月17日付で日本海軍に徴用された「白山丸」は、佐世保鎮守府所管の特設港務艦となった。占領地の港湾設備を整えることが主任務で、船首と船尾に砲座を設け、船倉の一部を弾薬庫に改装するなど所要の工事を受けている。最終時には水中聴音機も装備されていた。太平洋戦争開始後の1942年（昭和17年）3月10日に特設運送船へ類別変更された。なお、姉妹船のうち「筥崎丸」も同様に特設港務艦として徴用されている。
「白山丸」は、1942年6月にアリューシャン作戦に投入され、海軍陸戦隊を輸送して6月8日のキスカ島無血上陸に参加した。その後は、日本軍占領地への人員・物資の補給任務に従事した。
1943年（昭和18年）10月17日には、「東京丸」とともに駆逐艦「白露」の護衛下で、トラック島からラバウルに人員および建築資材や食糧を輸送中、ニューアイルランド島カビエンの北北西70海里（約130km）付近において、アメリカ陸軍航空軍のB-24爆撃機による爆撃と機銃掃射を受けて炎上、船長以下36人が戦死した。
翌10月18日にラバウルへたどり着いて応急修理を開始したが、11月2日にもアメリカ陸軍航空軍のB-25爆撃機・P-38戦闘機によるラバウル空襲に巻き込まれた。左舷に爆弾が命中、煙突などを損傷して、乗員2人と作業中の工員多数が戦死した。このときも沈没は免れて応急修理され、「恵昭丸」と「第五日の丸」から49人の乗員補充を受けた後、アメリカ軍哨戒機の空襲を撃退しつつ、1944年（昭和19年）1月29日に大阪港へ帰還した。

### 最期
「白山丸」の最期の航海となったのは、日本からサイパンへの往復の帰途であった。当時、サイパンにはアメリカ軍の侵攻が迫っており、防備強化と居留民の本土引揚げが進められていた。1944年5月3日に大阪を出港した「白山丸」は、三池港に寄って石炭を積み取った後、横須賀港でサイパンへ向かう増援部隊600人と軍需物資を満載した。第3515船団（輸送船12隻・護衛艦8隻）に加入し、5月17日に館山沖を出撃、同月25日に無事にサイパンへ到着した。
帰途は、第4530船団（輸送船8隻・護衛艦5隻）に組み込まれて、サイパンから日本本土へ向かう軍人・軍属計71人と、本土疎開する民間人375人が乗船した。民間人のほとんどは女性と子供で、特に11歳以下の子供が190人も含まれていた。ほかに、乾カタツムリ27トンと揚げ残しの石炭265トンを積荷としている。
第4530船団は、5月31日の朝にサイパンを出発した。加入輸送船の中で最優秀だった「白山丸」は、基準船として船団の先頭中央に位置した。最初は北西への欺騙航路を進み、途中から北に針路を変えたが、アメリカ潜水艦の待ち伏せを受けてしまった。6月2日午後10時頃、浮上したアメリカ潜水艦「シャーク」が船団左方から魚雷を発射、本船の左隣に位置していた「千代丸」（栃木汽船：4700総トン）に2発が命中し、炎上沈没した。「白山丸」は回頭して逃れた。
6月4日未明の午前4時5分頃、北緯22度37分・東経136度50分（硫黄島西南西280海里）、アメリカ側記録によれば北緯22度45分・東経136度50分（父島南西350海里）の地点で、アメリカ潜水艦「フライアー」の雷撃を受け、魚雷1発が左舷に命中した。2番船倉と3番船倉の中間に命中したことから両船倉へ急速に浸水が進み、午前4時10分には総員退去が発令された。女性と子供を優先的に救命艇で避難させようとしたが、ダビットによる降下作業がうまくいかず、1隻を除いて本船とともに沈没してしまった。被雷から約10分後、「白山丸」は船首を直立した状態で沈没した。第12号海防艦など4隻が救助作業にあたったが、収容できたのは乗船者のうち約半数である320人にとどまり、民間人276人を含む324人が死亡した。沈没までの時間の短さと、女性や子供の多さが犠牲を大きくしたものと推定されている。

## 特務艦長
- 清水正心 大佐：1940年10月7日[18] - 1941年5月1日[19]
- （兼）清水正心 大佐：1941年5月1日[19] - 1942年3月10日[20]※本職：第一港務部長

監督官
- 瀬谷三郎 大佐：1942年3月10日[20] - 1942年4月25日[21]
- 後藤晴善 大佐：1942年4月25日[21] - 1943年5月23日[22]
- 小澤覚輔 大佐：1943年5月23日[22] - 1943年5月25日

指揮官
- 小澤覚輔 大佐：1943年5月25日 - 1944年5月1日[23]